# Nosophora
Nosophora is een geslacht van vlinders van de familie van de grasmotten (Crambidae), uit de onderfamilie van de Spilomelinae. De wetenschappelijke naam voor dit geslacht is voor het eerst gepubliceerd in 1863 door Julius Lederer.

## Soorten
- N. albiguttalis Swinhoe, 1890
- N. althealis (Walker, 1859)
- N. barbata Hampson, 1898
- N. bisexualis Hampson, 1912
- N. chironalis (Walker, 1859)
- N. conjunctalis Walker, 1866
- N. dispilalis Hampson, 1896
- N. euryterminalis (Hampson, 1918)
- N. euspilalis (Walker, 1865)
- N. flavibasalis Hampson, 1898
- N. fulvalis Hampson, 1898
- N. glyphodalis (Walker, 1866)
- N. hypsalis (Walker, 1866)
- N. incomitata (Swinhoe, 1894)
- N. insignis (Butler, 1881)
- N. maculalis (Leech, 1889)
- N. margarita Butler, 1887
- N. mesosticta Hampson, 1912
- N. nubilis C. Felder, R. Felder & Rogenhofer, 1875
- N. obliqualis (Hampson, 1893)
- N. ochnodes Meyrick, 1886
- N. panaresalis (Walker, 1859)
- N. parvipunctalis Hampson, 1896
- N. quadrisignata Moore, 1884
- N. scotaula Meyrick, 1894
- N. semitritalis (Lederer, 1863)
- N. taihokualis Strand, 1918
- N. tripunctalis (Pagenstecher, 1884)
- N. unipunctalis (Pagenstecher, 1884)